# إسناد (قانون)
مذاهب الإسناد هي مذاهب قانونية تعطي بموجبها المسؤولية إلى المدعي عليه الذي لم يرتكب بالقضية الفعل الإجرامي، أو محاولة القيام ب جريمة لكنها لم تكتمل أو التآمر لارتكاب جريمة وهي في الحالتين عدم اكتمال الجريمة أو قيام شخص آخر بارتكاب مؤامرة لإيقاع المدعى عليه.